# 松村千代喜
松村 千代喜（まつむら ちよき、1896年（明治29年）10月12日 - 1961年（昭和36年）10月12日）は、大日本帝国陸軍軍人。最終階級は陸軍少将。兵科は歩兵科。

## 経歴
1896年（明治29年）に長野県で生まれた。陸軍士官学校第29期卒業。1941年（昭和16年）8月に陸軍大佐に進級し、1942年（昭和17年）8月に歩兵第12連隊長（関東軍・第5軍・第11師団・第11歩兵団）に就任して虎林に駐屯した。1943年（昭和18年）12月に陸軍歩兵学校教官に転じ、1944年（昭和19年）7月8日に歩兵第204連隊長（防衛総司令部・第36軍・第93師団）に就任した。
1945年（昭和20年）2月6日に陸軍歩兵学校教官に就任し、6月10日に陸軍少将に進級した。終戦後は陸軍歩兵学校附を経て、8月24日に憲兵司令部附となり、8月27日に東部憲兵隊千葉地区憲兵隊長に就任した。